# Dansk Arkitektforening
Dansk Arkitektforening blev stiftet i 1886 som Arkitektforeningen af 1886 af en række yngre arkitekter, for hvem den håndværksmæssige baggrund var bindeleddet. Mange havde fået deres uddannelse fra tekniske skoler og tegnestuer og ikke fra Kunstakademiets Arkitektskole, der var den eneste i landet indtil etableringen af Arkitektskolen Aarhus.
Begyndende i 1908 udgav foreningen tidsskriftet Bygmesteren. Medlemmerne betegnede sig som M.D.A. (medlem af Dansk Arkitektforening) modsat M.A.A. (medlem af Akademisk Arkitektforening).
19. marts 1910 ændrede foreningen navn, og foreningen indgik 1951 i det nyoprettede Danske Arkitekters Landsforbund.

## Formænd
(listen er ikke komplet)
- 1907-1910 Valdemar Dan
- 1910-1914 Eggert Achen
- 1914-1918 Valdemar Dan (igen)
- 1918-1921 Henri Glæsel
- 1922-1924 A. Paul Petersen (?)
- 1926-1927 Volmer Jensen (?)
- 1927-1937 Heinrich Hansen
- 1938-1954 Thorvald Dreyer

## Æresmedlemmer
- P.V. Jensen Klint
- Heinrich Hansen (1936)
- Ove Mandrup-Poulsen (1945)

## Andre arkitekter tilknyttet foreningen
- Julius Bagger, leder af rets- og honorarudvalget